# ام 198 هاوتزر عيار 155 مم
ام 198 هاوتزر (بالإنجليزية: M198 howitzer)‏: طور الهاوتزر، ليحل محل المدفعين M 114 وM 114A1، ويعتبر سلاحًا خفيف الوزن، ويمكن نقله بمعظم أنواع طائرات النقل، ويمكن رفعه بوساطة الطائرة العمودية بوينغ سي إتش-47 شينوك. وهُندست مجموعة الذخيرة الجديدة، بغرض مضاعفة المدى، بالمقارنة مع مدى مدافع الهاوتزر 155 مم، السابقة له.

## الوصف

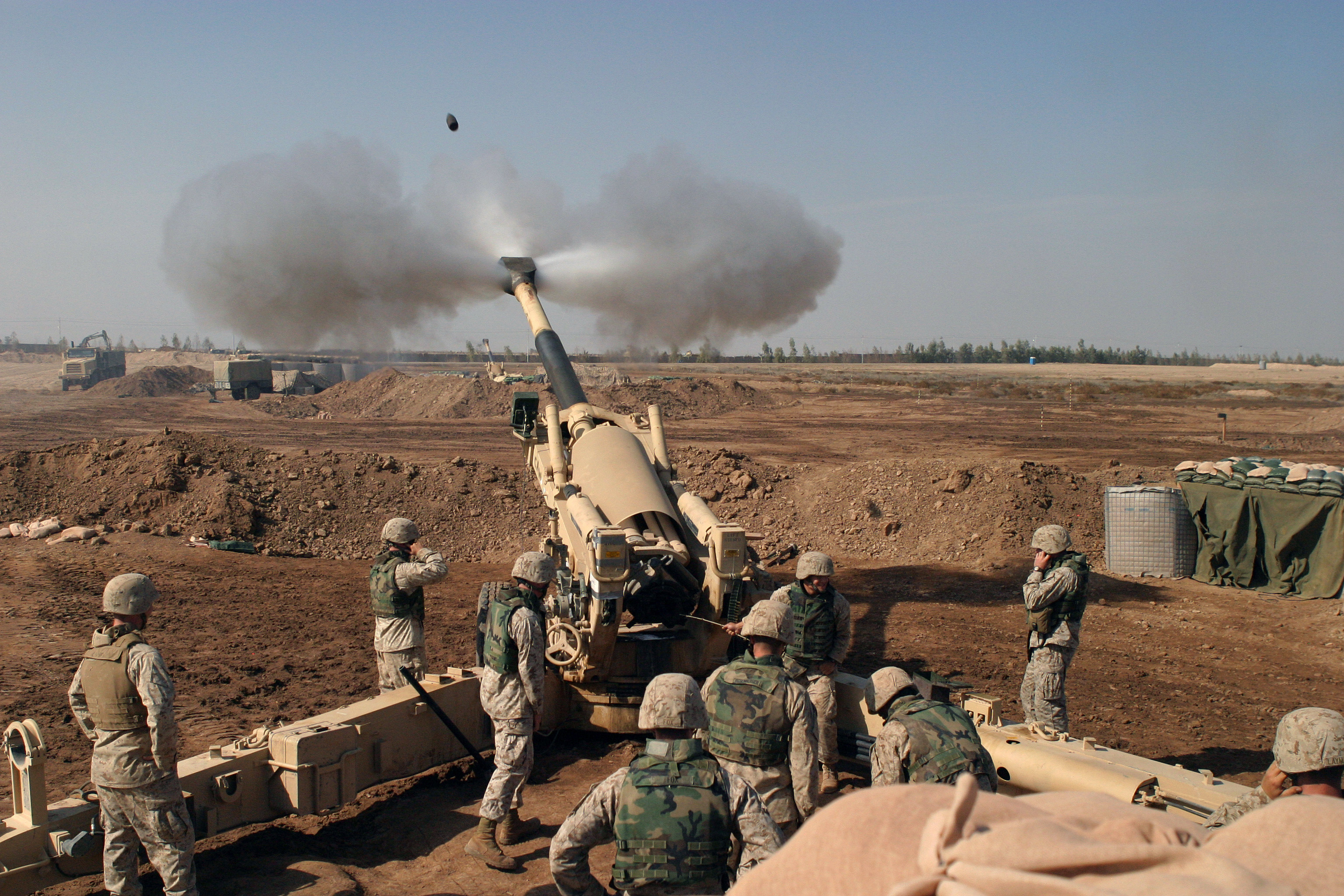
إطلاق القذائف من معسكر الفلوجة في العراق عام 2004

السلاح عبارة عن هاوتزر محلزن تقليدي، ويتكون من السبطانة وكتلة المغلاق ومخفف الصدمة، حيث تحمل كتلة المغلاق جهاز إنذار حراري يتغير لونه بفعل الحرارة، ويبين للطاقم التدابير الواجب اتباعها في حالة تكذيب الرمي. أما مخفف الصدمة فهو من النوع ذو الفتحتين، ونتيجة لقوة الضغط والصوت يزود الأفراد بواقيات للآذان. ولا سيما عند استخدام العبوة M 203. الحاضن من نوع الأخمص المشقوق وله عجلتان، علقت العجلات على جهاز تعليق قابل للتحرك إلى أعلى بحيث تستقر المعدة على صينية الرمي. عند التحرك تدار السبطانة 180 درجة لتستقر على قوائم الأخمص، وتنزلق السبطانة على مهد على شكل حلقة، ويحمل اسطوانات جهازي الرجوع والإعادة على امتداد جوانبه، ويوجد أجهزة توازن على كلا جانبي المهد، ويعتبر المدفع القياسي في الجيش الأمريكي.

## المنشأء والدول المستخدمة

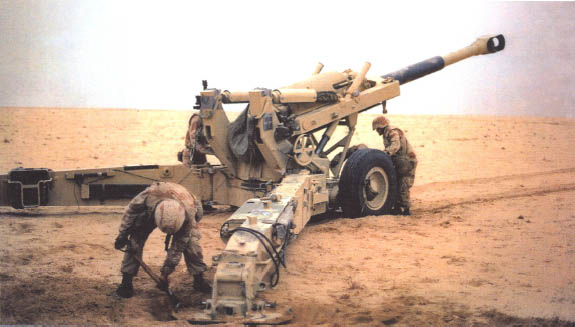
حرب الخليج

1. بلد المنشأ: الولايات المتحدة الأمريكية.
2. الاستخدام: مدفع ميدان متوسط مقطور.
3. الدول المستخدِمة: أستراليا، البحرين، الإكوادور، لبنان، باكستان، المملكة العربية السعودية، الصومال، تونس، الولايات المتحدة العراق، ليبيا.

## المواصفات العامة والفنية
1- التسليح:
- العيار 155 مم
- الطاقم 10 أفراد

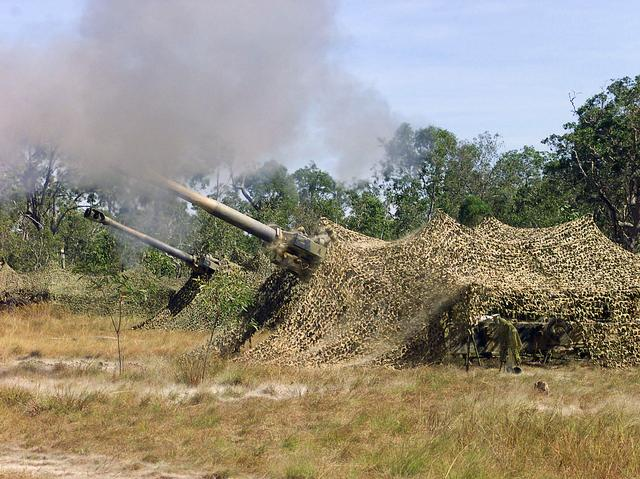
إطلاق القذائف في أستراليا

- أقصى مدى، بذخيرة الدفع الصاروخي 30000 م
- طول السبطانة 6.096
- أقصى زواية ارتفاع للمدفع + 72 درجة
- أقصى زاوية انخفاض للمدفع - 5 درجات
- أقصى زاوية دوران للمدفع، في الاتجاه الأفقي 45 درجة
- الوزن أثناء الرماية 6804 كجم
- الوزن أثناء التحرك 7163 كجم
- الطول في وضع التحرك 12.34 م
- الطول في وضع الرماية 11 م
- العرض في وضع التحرك 2.794 م
- العرض في وضع الرماية 8.534 م
- الارتفاع في وضع التحرك 2.9 م
- الارتفاع في وضع الاشتباك 1.803 م
- ارتفاع بطن المدفع عن الأرض 0.33 م
- العرض، بين العَجَل 2.362 م
- مقاس الإطارات 16.5×19.5
- أقصى معدل لرماية المدفع أربع قذائف في الدقيقة
- سرعة الجر، عبر الأراضي 8 كم/ ساعة
- سرعة الجر، على الطرق الممهدة 72 كم/ ساعة
- سرعة الجر، على الطرق الغير ممهدة 40-48 كم/ ساعة

2- أجهزة التسديد:
- يجرى التسديد بوساطة جهاز خط البصر المستقل، مع وجود مُسدد على الجانب الأيسر، حيث يستخدم جهاز الرؤية لربط الانحراف وتحريك السبطانة، بمنجلة الاتجاه حتى يظهر خط البصر في جهاز الكيلومتر، وبذلك تصبح السبطانة موجهه في اتجاه الهدف المطلوب الاشتباك معه، ويقف مساعد المُسدد على زاوية الارتفاع على الجانب الأيمن لربط زاوية الارتفاع.

## المصدر
- الموسوعة العالمية للأسلحة

## وصلة خارجية
- هاوتزر عيار 155 مم، M 198 (فيديو) على يوتيوب